# Le Véritable Messager boiteux de Neuchâtel
Le Véritable Messager boiteux de Neuchâtel est un almanach édité entre 1805 et 1962 à Neuchâtel en Suisse.

## Présentation
Comme les autres Messager boiteux, cette publication à fort caractère régional contient les calendriers protestants et catholiques, des observations astronomiques sur chaque mois, le cours du soleil et de la lune, les principales foires de Suisse, des départements limitrophes de la France et de la vallée d'Aoste, un recueil de récits et d'anecdotes accompagné de gravures, une revue des principaux événements survenus dans le monde, en Suisse et dans chacun des cantons romands l'année précédente et des nécrologies des personnalités neuchâteloises.
Le messager boiteux contient également des prévisions statistiques climatiques pour l'année à venir. Il est souvent mentionné en référence aussi bien dans les conversations de tous les jours que dans les articles de presse lorsque des périodes climatiques particulières surviennent (canicules, longues périodes humides, grands froids, etc.).

## Historique
Créé en 1805 à Neuchâtel par la Société du Jeudi, réunion hebdomadaire d'hommes désireux de s'instruire réciproquement et de discuter de questions d'intérêt général pour le pays, il parut initialement sous le titre d'Almanach historique, nommé le véritable Messager boiteux de Neuchâtel, pour l'an 1805.
Plusieurs imprimeurs prirent la relève et dès l'année 1876, le comité rédactionnel fut constitué des collaborateurs du Musée neuchâtelois, mais il fallut se rendre à l'évidence et engager de nouveaux collaborateurs. On trouva un rédacteur en la personne de Pierre Favarger auquel succédèrent, jusqu'en 1962, année de clôture de la publication, d'éminentes figures neuchâteloises.

## Collection
La collection complète a été numérisée par la Bibliothèque publique et universitaire de Neuchâtel et est librement accessible sur RERO DOC.